# Chesiadodes cinerea
Chesiadodes cinerea är en fjärilsart som beskrevs av Frederick H. Rindge 1973. Chesiadodes cinerea ingår i släktet Chesiadodes och familjen mätare. Inga underarter finns listade i Catalogue of Life.